# Frans Peeters (beeldhouwer)
Frans Peeters (Schinnen,  1925 – Tegelen, 2006) 
was een Nederlands beeldhouwer, gevestigd in Swalmen.
Hij was ook actief als schilder, fotograaf, architect, interieurontwerper en graficus.

## Leven en werk
Peeters studeerde aan de Academie voor Beeldende en Bouwende Kunsten in Tilburg, als beeldhouwer was hij autodidact. Hij werd in de jaren 1960 bekend met zijn polyester sculpturen, hij was een voorloper in het gebruik van dat materiaal. In de jaren 1970 was hij docent aan de Koninklijk Academie voor Kunst en Vormgeving in Den Bosch en gaf gastcolleges aan de  TU Eindhoven. Hij was lid en voorzitter van de rijksadviescommissie voor kunstwerken aan scholen en de commissie voor de BKR regeling.
Tot 1978 waren er tentoonstellingen in onder andere de Keukenhof,  Biënnale van Middelheim, Paleis voor Schone Kunsten Brussel, Stedelijk Museum Amsterdam, Van Abbemuseum, Biënnale van Middelheim, Biënnale van Milaan em Expo 70  Osaka. 
Latere tentoonstellingen waren er nog bij Albert Waalkens (1984) en Stedelijk Museum Roermond (1986 en 1993).
In de jaren 1980 kreeg de kunstenaar veel bouw- en verbouwopdrachten, onder andere voor transportonderneming Frans Maas: voor het hoofdkantoor in Venlo en het kantoor in Great Yarmouth (Engeland). 

## Afbeeldingen

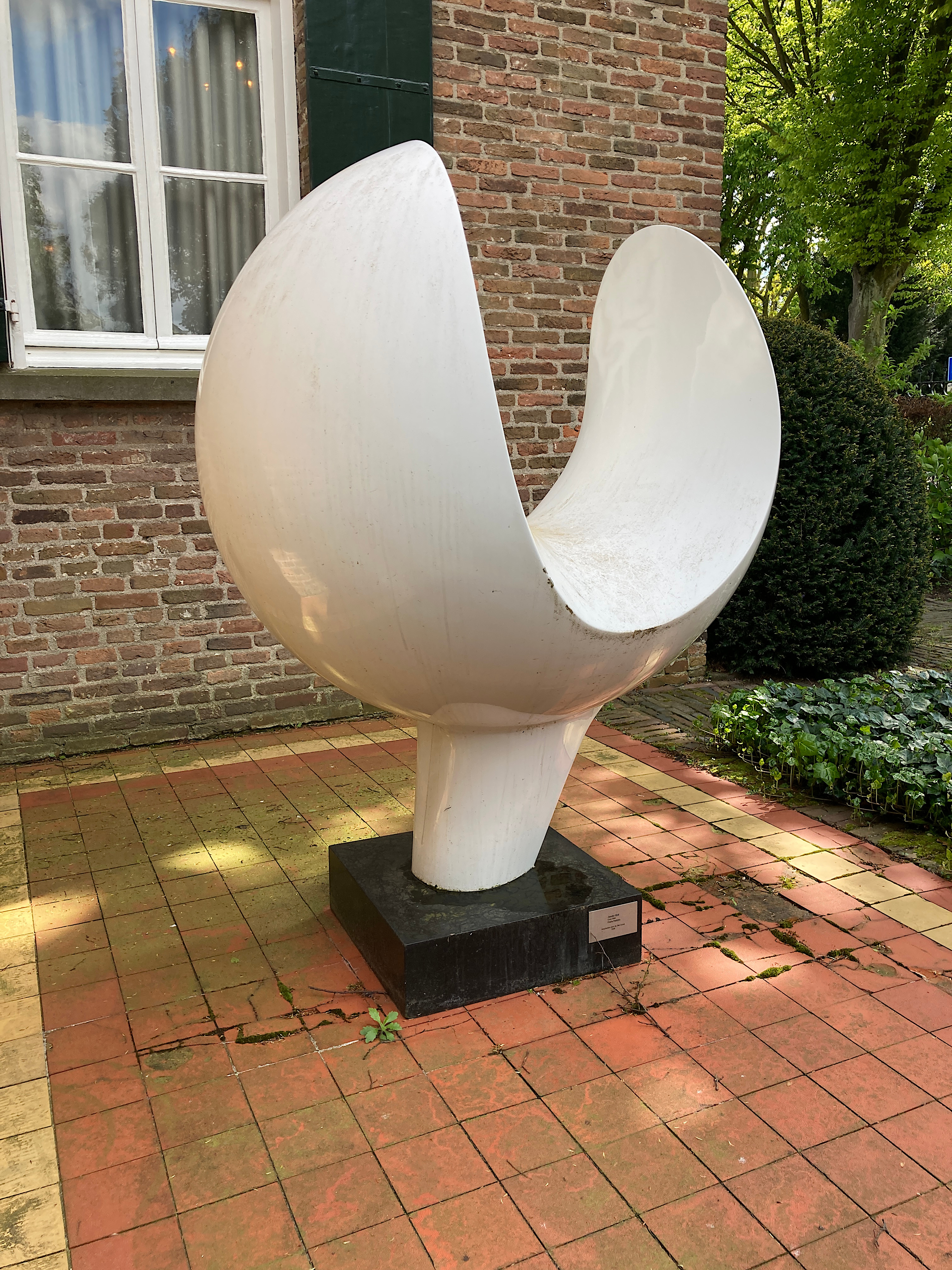
Zonder titel, Jan Heestershuis Schijndel 1968
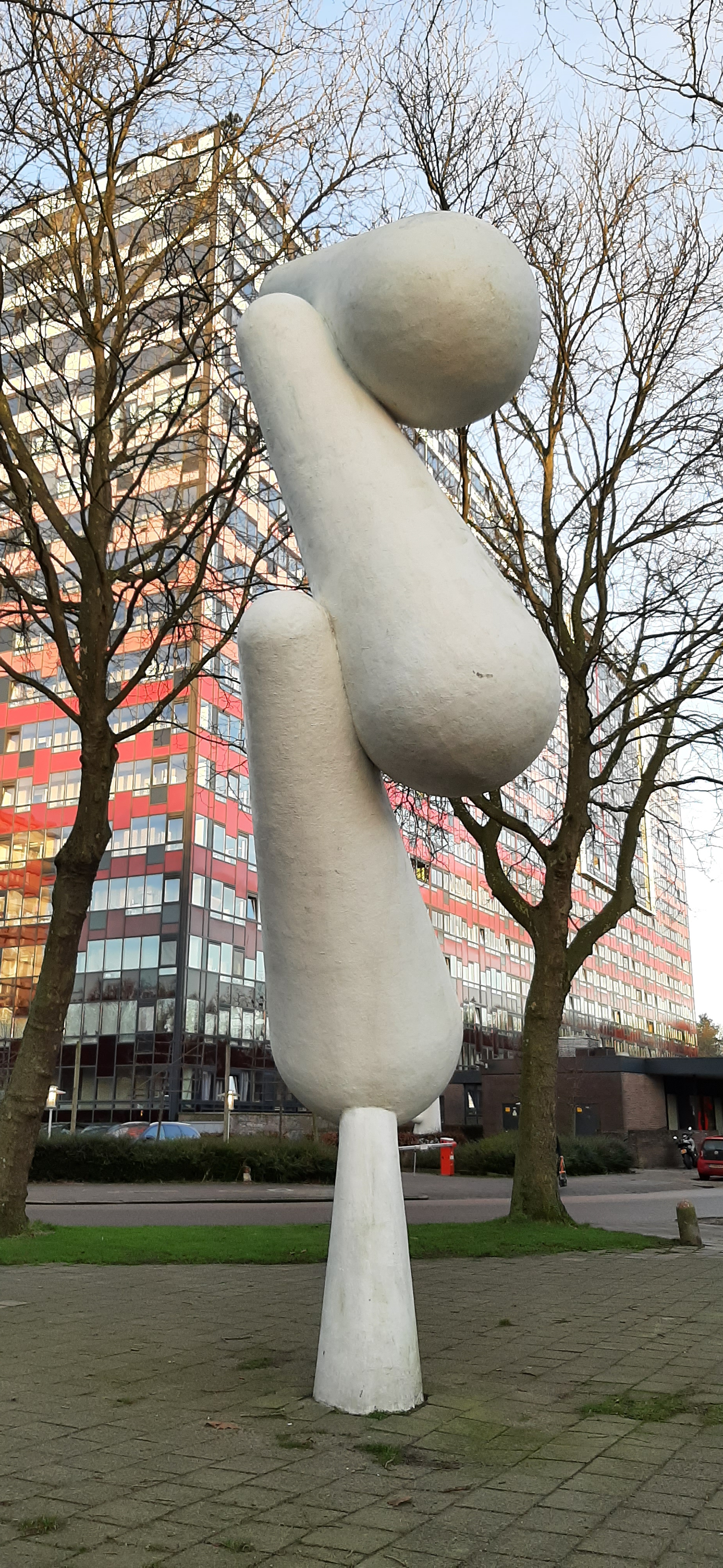
Plastiek in Zeist
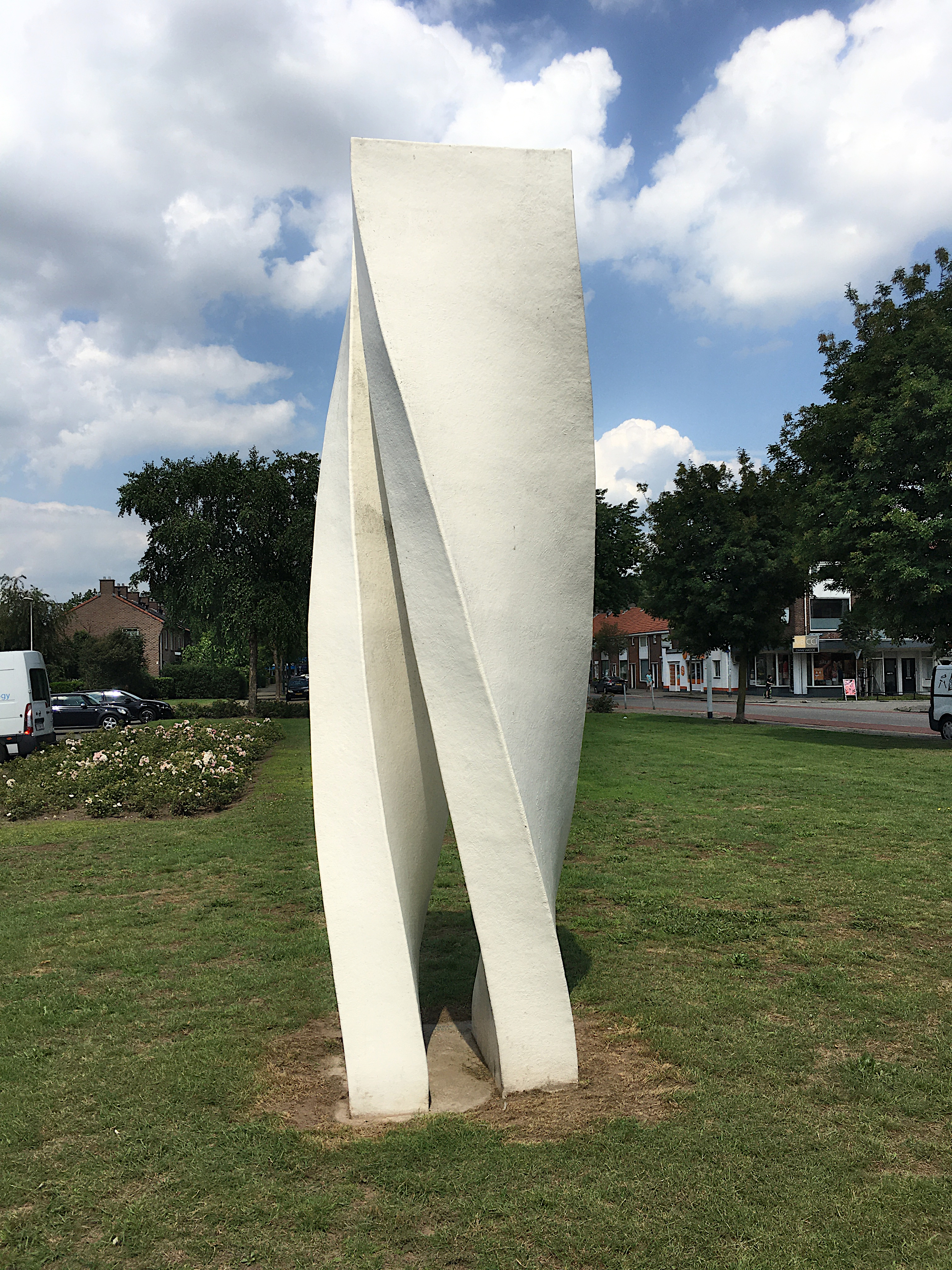
Annexatiemonument, Eindhoven 1972
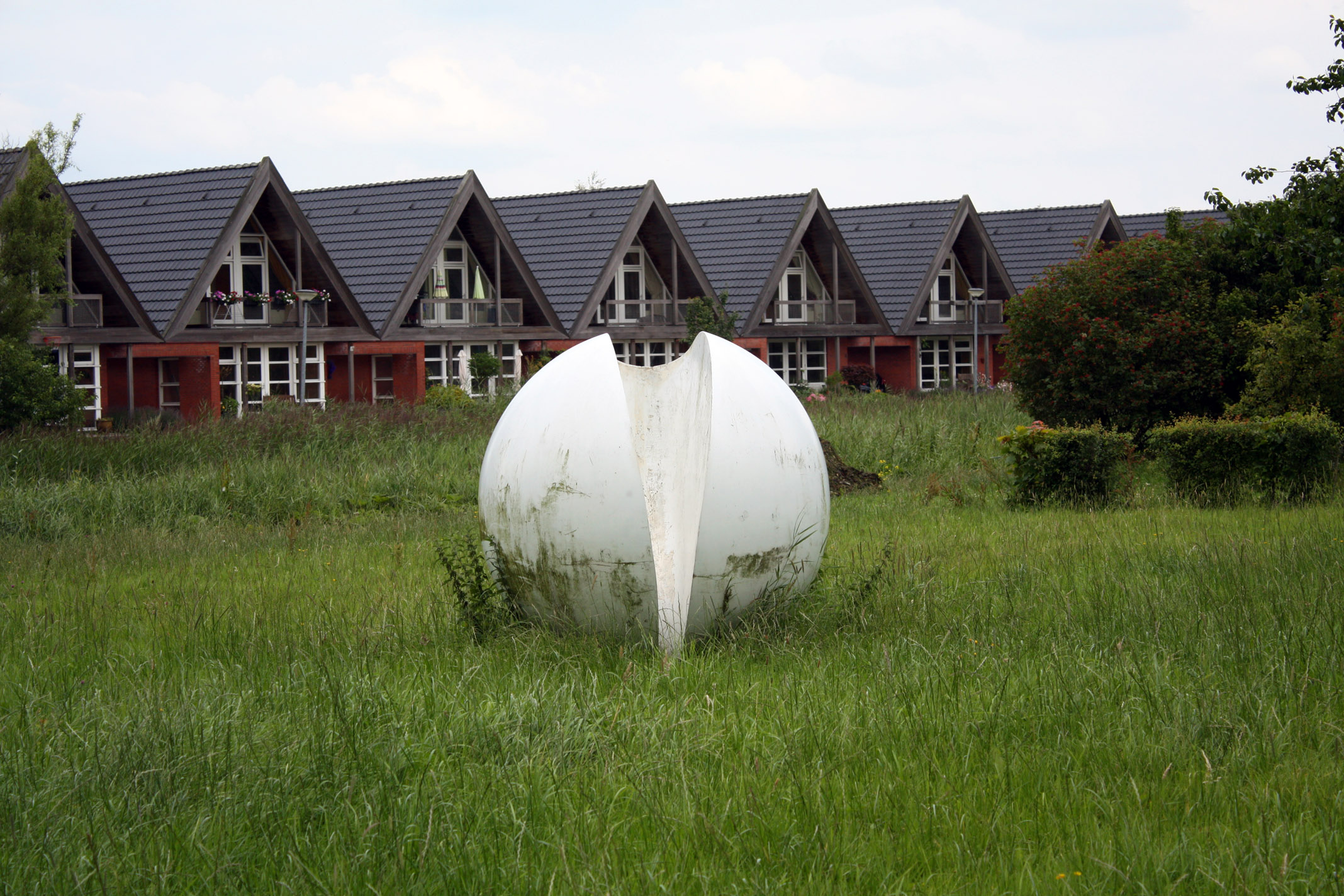
De bol, Groningen 1968
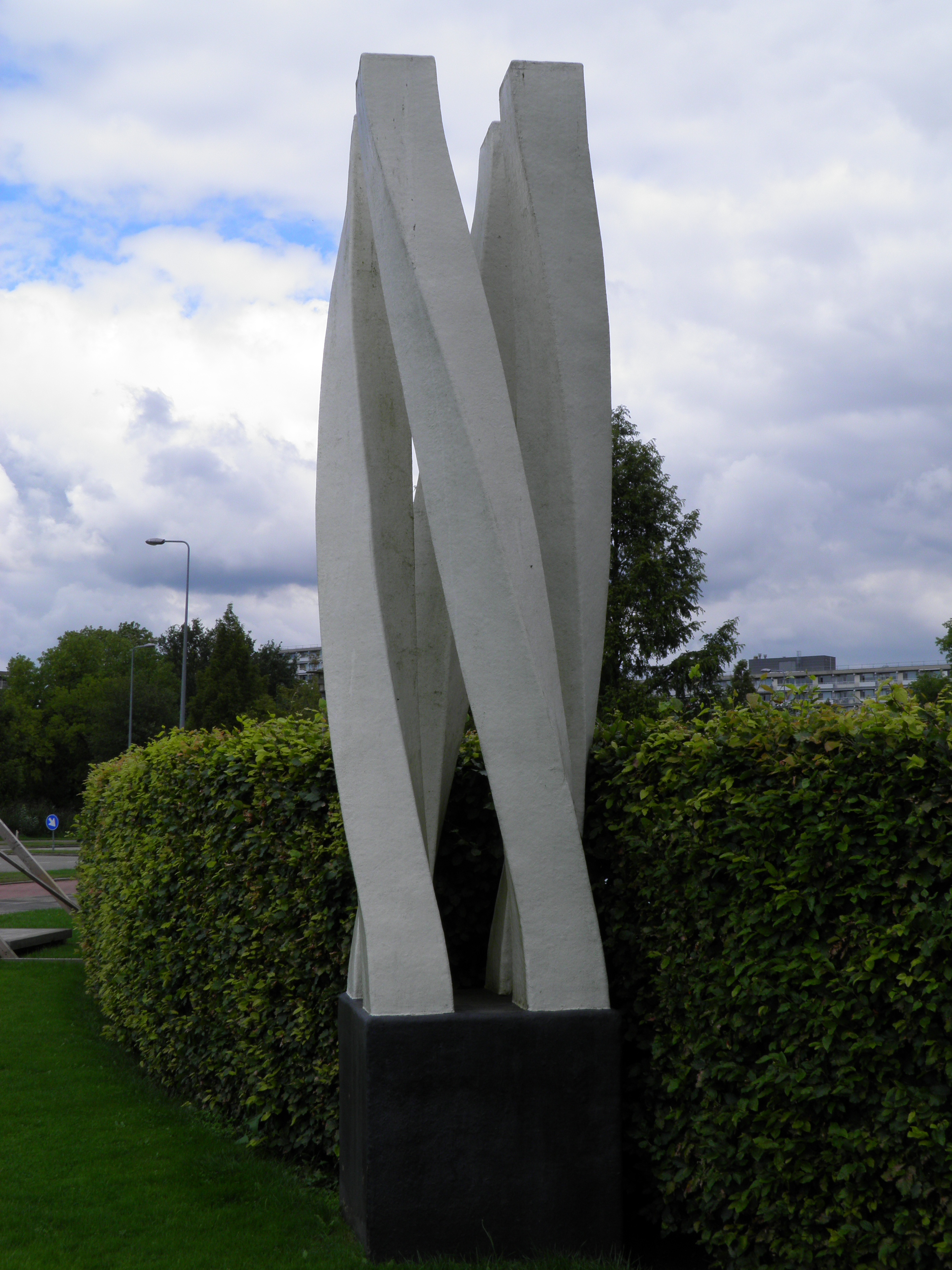
Viervoudige torsie, Hilversum 1974
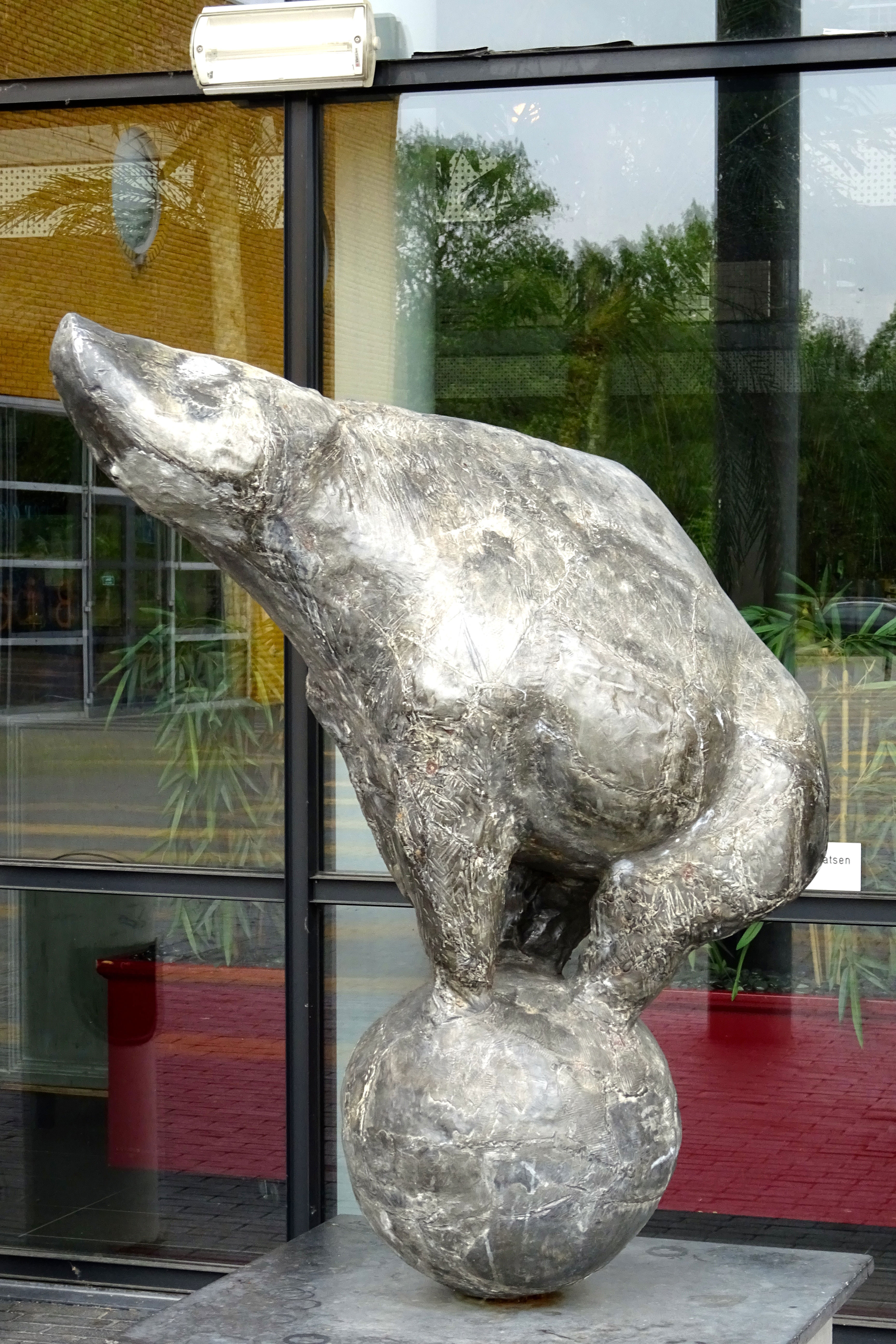
Beer, Schijndel 1956
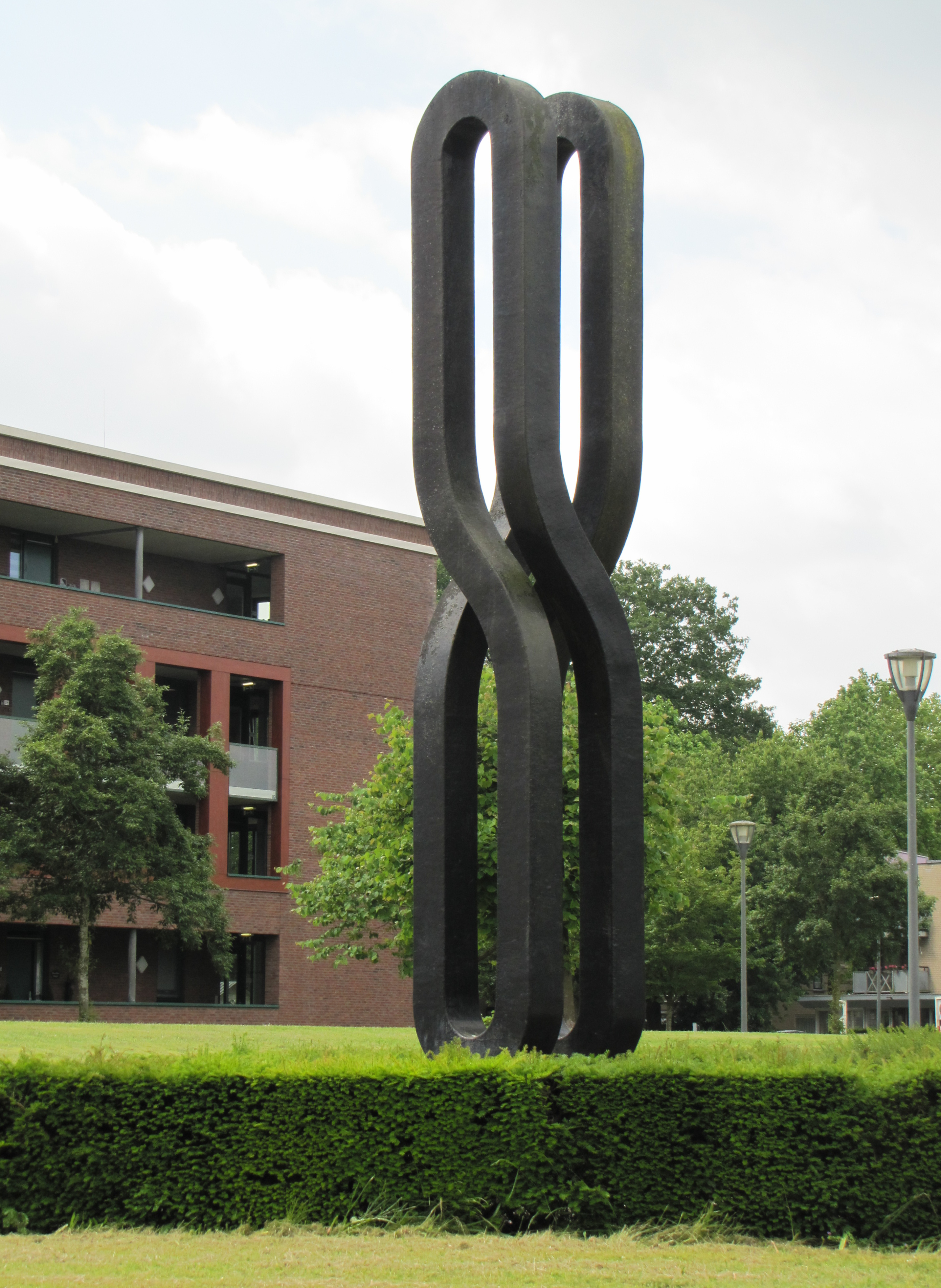
De ononderbroken lijn, Venray 1981
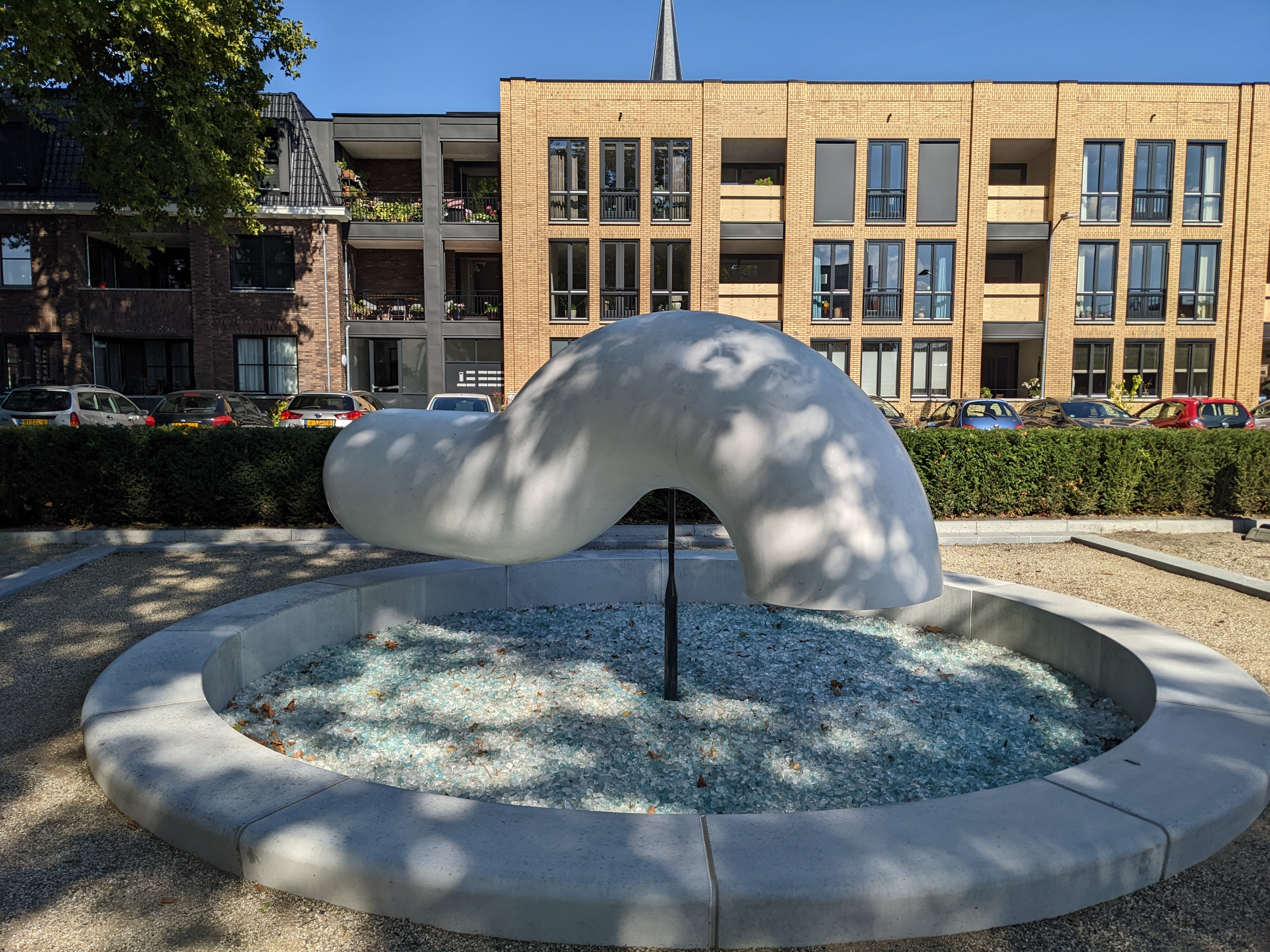
Gebogen buis, Zevenaar z.j.
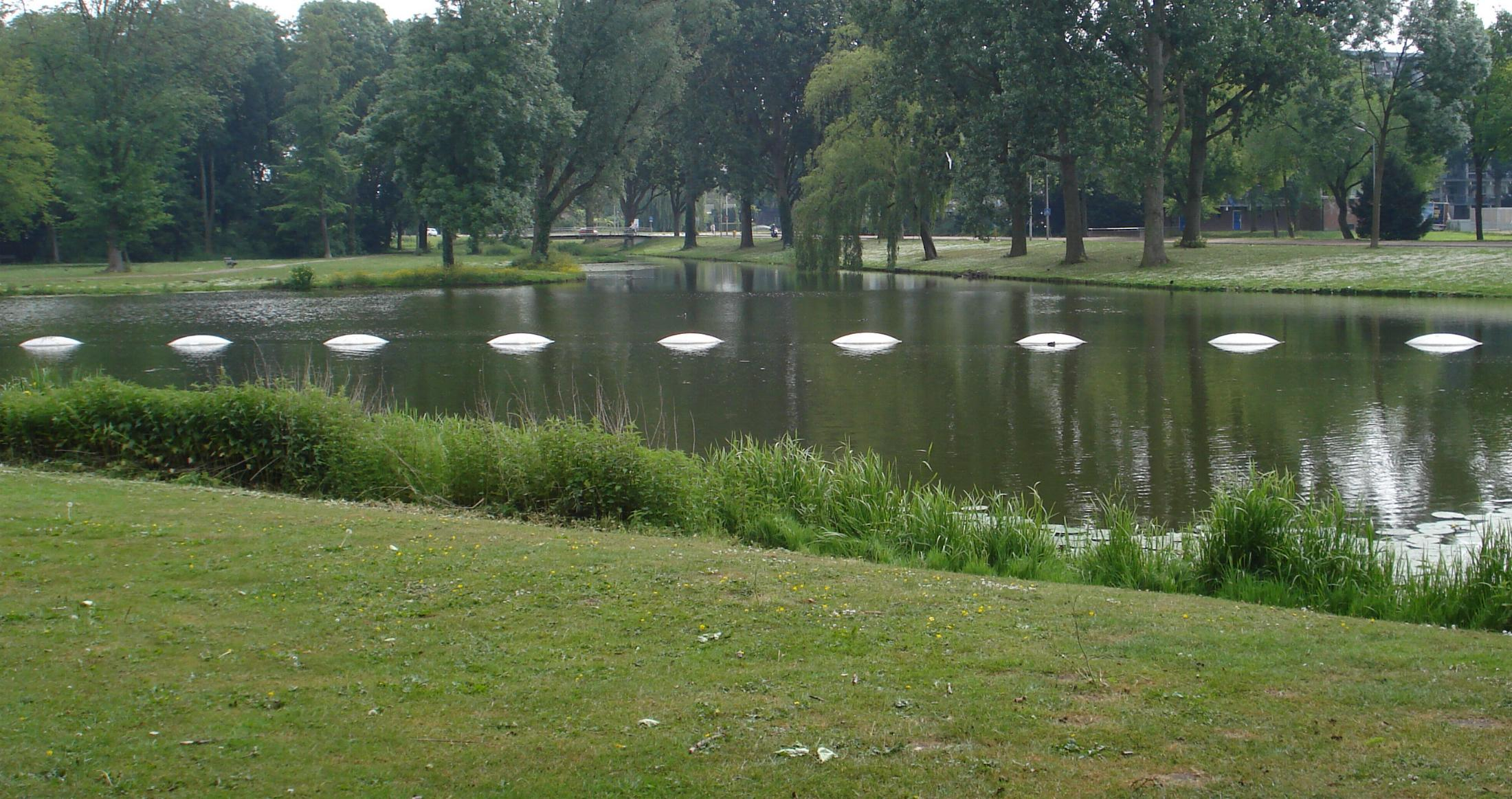
Drijvende plastieken, Zwijndrecht z.j.

## Werk in openbare ruimte en collecties
- Beelden in onder andere Schijndel, Zeist, Eindhoven, Groningen, Hilversum, Venray, Zevenaar en Kerkrade
- TU Eindhoven Auditorium gebouw [1]
- Ornament graf kardinaal Alfrink
- Heineken - Zoeterwoude
- Stedelijk Museum Roermond en Park Hattem